# بورگ کاسل
بورگ کاسل (به انگلیسی: Burgh Castle) یک روستا و محله مدنی در بریتانیا است که در Great Yarmouth واقع شده‌است. بورگ کاسل ۶٫۷۶ کیلومتر مربع مساحت و ۱٬۱۵۰ نفر جمعیت دارد.